# Dagbøde
En dagbøde er en bøde for et strafbart forhold og fastsættes efter den dømtes gennemsnitlige dagsindtægt. Straffen vil således bestå af et antal dagbøder. Dagbøder står således i modsætning til sumbøder.
Dagbøder anvendes bl.a. i Danmark, Sverige, Finland og Tyskland, men er også under indførelse i Ruslands retspraksis under betegnelsen штрафо-дни.
| Jura | Spire Denne juraartikel er en spire som bør udbygges. Du er velkommen til at hjælpe Wikipedia ved at udvide den. |